# Liste der Monuments historiques in Fussey
Die Liste der Monuments historiques in Fussey führt die Monuments historiques in der französischen Gemeinde Fussey auf.

## Liste der Objekte
| Bezeichnung                     | Beschreibung | Standort                           | Kennzeichnung | Schutzstatus | Datum | Bild |
| ------------------------------- | --- | ---------------------------------- | ------------- | ------------ | ----- | ---- |
| Wimpel des Postballons Davy     | Ballon der Pariser Ballonpost, aufgestiegen am 18. Dezember 1870, gelandet am selben Tag bei Fussey; Stoff, bemalt, bezeichnet 1870 | in der Mairie (Lage)               | PM21003279    | Classé       | 2014  |      |
| Gemälde Heiliger Karl Borromäus | Ölfarbe auf Leinwand, 18. Jahrhundert                                                                                               | in der Kirche St-Barthélémy (Lage) | PM21005449    | Inscrit      | 2020  |      |